# Делегирование домена
В системе доменных имён Интернета делегирование домена — это передача контроля над частью доменной зоны другой ответственной стороне.
Технически делегирование осуществляется с помощью записи NS, в которой указывается адрес DNS-сервера (принадлежащего третьему лицу), отвечающего за поддержание зоны и определяющего её содержимое.
Делегирование диапазонов IP-адресов производится при помощи доменной зоны in-addr.arpa, диапазонов IPv6-адресов — при помощи доменной зоны ip6.arpa.
После окончания срока регистрации домена домен снимается с делегирования и наступает период блокировки, по истечении которого домен удаляется из реестра зарегистрированных доменов.

### RFC
- RFC 1032